# الشواردية
الشواردية هي قرية جزائرية تقع جنوب بلدية سيدي نعمان على بعد حوالي خمسة كيلومتر تحديدًا على الطريق البلدي الرابط بين بلديتي سيدي نعمان وخمس جوامع.
يحدها من الجهة الغربية قرية الرمايد ومن الجهة الشمالية بلدية سيدي نعمان ومن الجهة الشرقية واد المالح والطريق الوطني رقم 18 ومن الجهة الجنوبية قرية أولاد قايدي، تتربع الشواردية على مساحة حوالي 40 كيلومتر مربع، ويبلغ عدد سكانها حوال 2000 نسمة.

## الوصف
تعد قرية الشواردية أهم قرى بلدية سيدي نعمان وأكبرها،[بحاجة لمصدر]
ما يميز الطابع المعيشي لسكان قرية الشواردية هو الطابع الفلاحي
وهي قرية زراعية ومن أهم خصائصها أيضا تربية المواشي كالأغنام والأبقار والماعز وكذلك تربية الدواجن...
فمن بين المشاهد التريخية المأثورة عن الشواردية كانت معبرا هاما للأمير عبد القادر—قائد المقاومة المسلحة ضد المستعمر الفرنسي.ومؤسس الدولة الجزائرية الحديثة.[بحاجة لمصدر]
وكانت بدورها محطة لترحال الأمير ومربطا من مرابط المقاومة الجزائرية فكان الفضل لأشراف هذه القرية المجاهدة وأبرزهم آنذاك شيرود.[بحاجة لمصدر]